# Nephradenia acerosa
Nephradenia acerosa är en oleanderväxtart som beskrevs av Joseph Decaisne. Nephradenia acerosa ingår i släktet Nephradenia och familjen oleanderväxter. Inga underarter finns listade i Catalogue of Life.